# Tripyloides soyeri
Tripyloides soyeri is een rondwormensoort uit de familie van de Tripyloididae. De wetenschappelijke naam van de soort is voor het eerst geldig gepubliceerd in 1977 door de Bovée.